# 昆明长水机场高速公路
昆明长水机场高速公路是一条连接昆明市区和昆明长水国际机场的城市快速通道，省高速编号为S92。昆明机场高速公路開通後，有人向人民网“领导留言板”反映昆明机场高速收费不合理。